# Цітай
Цітай (кит. 奇台镇, пін. Qítái Zhèn) — містечко у КНР, адміністративний центр однойменного повіту Чанцзі-Хуейської автономної префектури.

## Географія
Цітай розташовується у східній частині Джунгарської рівнини на північ від гірського пасма Богдо-Ула.

### Клімат
Містечко знаходиться у зоні, котра характеризується кліматом тропічних пустель. Найтепліший місяць — липень із середньою температурою 22.8 °C (73 °F). Найхолодніший місяць — січень, із середньою температурою -17.2 °С (1 °F).
| Клімат Цітая            | Клімат Цітая | Клімат Цітая | Клімат Цітая | Клімат Цітая | Клімат Цітая | Клімат Цітая | Клімат Цітая | Клімат Цітая | Клімат Цітая | Клімат Цітая | Клімат Цітая | Клімат Цітая | Клімат Цітая |
| Показник                | Січ.         | Лют.         | Бер.         | Квіт.        | Трав.        | Черв.        | Лип.         | Серп.        | Вер.         | Жовт.        | Лист.        | Груд.        | Рік          |
| Середній максимум, °C   | −9           | −6           | 3            | 16           | 24           | 28           | 30           | 30           | 24           | 14           | 2            | −6,1         | 12           |
| Середня температура, °C | −17          | −14          | −3           | 9            | 16           | 21           | 23           | 22           | 15           | 6            | −4           | −13          | 5            |
| Середній мінімум, °C    | −23          | −21          | −9           | 2            | 8            | 13           | 15           | 14           | 8            | 0            | −9           | −19          | −1           |
| Норма опадів, мм        | 5            | 5            | 10           | 19           | 18           | 25           | 24           | 17           | 21           | 16           | 11           | 8            | 177          |
| ----------------------- | ------------ | ------------ | ------------ | ------------ | ------------ | ------------ | ------------ | ------------ | ------------ | ------------ | ------------ | ------------ | ------------ |
| Джерело: Weatherbase    |              |              |              |              |              |              |              |              |              |              |              |              |              |